# Châtin
Châtin és un municipi francès, situat al departament del Nièvre i a la regió de Borgonya - Franc Comtat. L'any 2007 tenia 107 habitants.

## Demografia

### Població
El 2007 la població de fet de Châtin era de 107 persones. Hi havia 52 famílies, de les quals 20 eren unipersonals (12 homes vivint sols i 8 dones vivint soles), 16 parelles sense fills, 12 parelles amb fills i 4 famílies monoparentals amb fills.
La població ha evolucionat segons el següent gràfic:
Habitants censats

### Habitatges
El 2007 hi havia 106 habitatges, 50 eren l'habitatge principal de la família, 52 eren segones residències i 4 estaven desocupats. 101 eren cases i 5 eren apartaments. Dels 50 habitatges principals, 41 estaven ocupats pels seus propietaris, 8 estaven llogats i ocupats pels llogaters i 1 estava cedit a títol gratuït; 2 tenien una cambra, 2 en tenien dues, 9 en tenien tres, 18 en tenien quatre i 19 en tenien cinc o més. 26 habitatges disposaven pel capbaix d'una plaça de pàrquing. A 25 habitatges hi havia un automòbil i a 20 n'hi havia dos o més.

### Piràmide de població
La piràmide de població per edats i sexe el 2009 era:
| Homes | Edats   | Dones |
| ----- | ------- | ----- |
| 0     | 95 o +  | 0     |
| 0     | 90 a 94 | 0     |
| 0     | 85 a 89 | 0     |
| 0     | 80 a 84 | 0     |
| 0     | 75 a 79 | 4     |
| 4     | 70 a 74 | 0     |
| 8     | 65 a 69 | 4     |
| 4     | 60 a 64 | 8     |
| 0     | 55 a 59 | 4     |
| 0     | 50 a 54 | 0     |
| 4     | 45 a 49 | 4     |
| 12    | 40 a 44 | 12    |
| 0     | 35 a 39 | 0     |
| 8     | 30 a 34 | 4     |
| 4     | 25 a 29 | 4     |
| 0     | 20 a 24 | 4     |
| 4     | 15 a 19 | 12    |
| 4     | 10 a 14 | 4     |
| 0     | 5 a 9   | 0     |
| 8     | 0 a 4   | 0     |

## Economia
El 2007 la població en edat de treballar era de 75 persones, 58 eren actives i 17 eren inactives. De les 58 persones actives 51 estaven ocupades (31 homes i 20 dones) i 7 estaven aturades (3 homes i 4 dones). De les 17 persones inactives 10 estaven jubilades, 2 estaven estudiant i 5 estaven classificades com a «altres inactius».

### Ingressos
El 2009 a Châtin hi havia 50 unitats fiscals que integraven 102 persones, la mediana anual d'ingressos fiscals per persona era de 15.154,5 €.

### Activitats econòmiques
Dels 4 establiments que hi havia el 2007, 2 eren d'empreses de fabricació d'altres productes industrials, 1 d'una empresa de construcció i 1 d'una empresa d'hostatgeria i restauració.
Dels 2 establiments de servei als particulars que hi havia el 2009, 1 era un taller de reparació d'automòbils i de material agrícola i 1 electricista.
L'any 2000 a Châtin hi havia 9 explotacions agrícoles.

## Poblacions més properes
El següent diagrama mostra les poblacions més properes.